# Византијски вртови
Град Византијон у Византијском царству заузима важно место у историји уређења вртова (око 4. века – 10. век н.е.). Град је касније преименован у Константинопољ (данашњи Истанбул). Био је главни град Источног римског царства и опстао је хиљаду година након пада Западног римског царства. Вртови Византије су, међутим, углавном уништени након турског освајања града у 15. веку.

## Историјат и изглед
Византијски вртови су се углавном заснивали на римским идејама које су наглашавале богати дизајн хеленистичког мозаика, типичне класичне карактеристике формално постављених стабала и додатних елемената као што су фонтане и мала светилишта. Они су се развијали током векова. Византијски вртови су утицали на исламске вртове и посебно на маурске вртове; зато што је Шпанија вековима била римска провинција (а, за време владавине Јустинијана Великог, и византијска провинција).
Мало се друго зна о источноримским вртовима и постоји врло мало референци, и нема целовитих објављених расправа на ту тему. Источни Римљани су, као и њихови грчко-римски претходници, придавали велики значај питањима естетике. Међутим, стари грчки и римски вртови су били развијенији и боље документовани.
Током последњих 250 година грчке владавине која се завршила 1453. године, услови и историјске околности су драстично ограничиле традицију (која сеже до хеленистичких времена) градње луксузних вила, углавном ван градова, са пратећим уређеним вртовима, што је приказано на мозаицима и фрескама или су забележене у текстовима. 
Чини се да је овај период мање темељно истражен него већина ранијих периода.